# Ухань
Уха́нь (кит. упр. 武汉, пиньинь Wǔhàn; произношение на китайскомо файле) — город субпровинциального значения в провинции Хубэй КНР, административный центр этой провинции. Самый густонаселённый город центрального Китая с населением около 12 млн человек, расположенный в месте слияния рек Янцзы и Ханьшуй. В 2020 году город приобрёл известность за пределами Китая как точка начала пандемии коронавирусной инфекции COVID-19.

## Название
Является сокращением от названий районов города Учан (武昌) и Ханько́у (汉口), раньше считавшихся отдельными городами.
В современном русском языке слово «Ухань» склоняется как существительное мужского рода. Склонение по женскому роду является устаревшей нормой (хотя её по-прежнему приводят некоторые словари и справочники).

## География

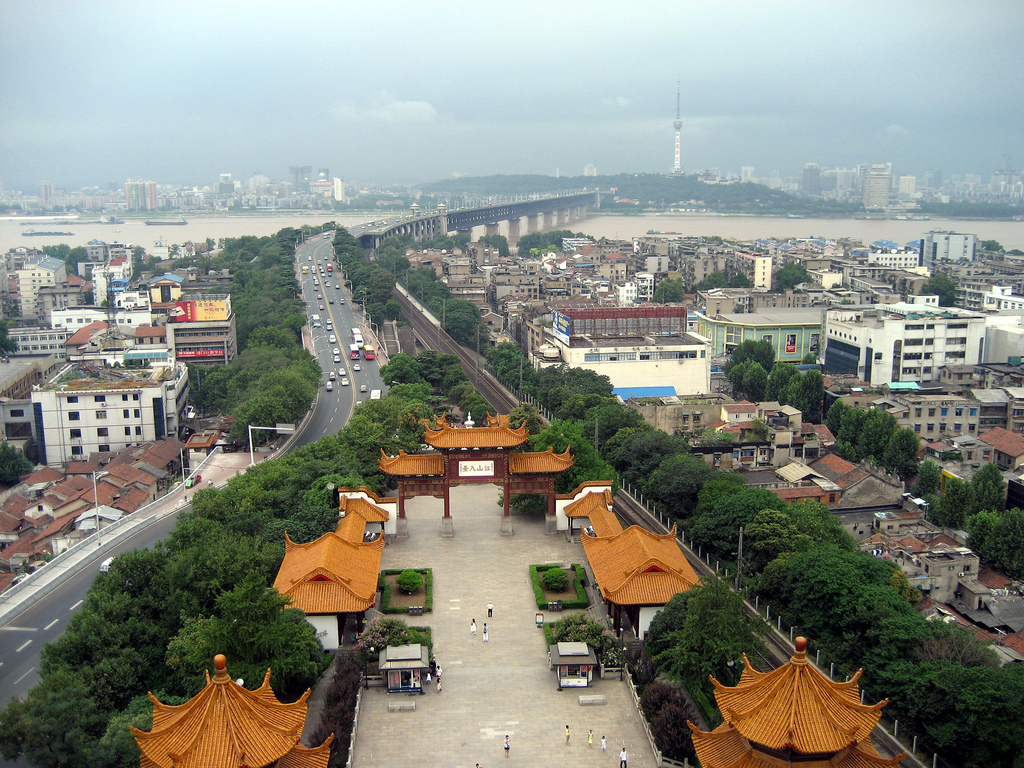
Вид с Башни жёлтого журавля, расположенной на Змеином холме (Шэшань) в Учане. На заднем плане — Первый мост через Янцзы и Черепаший холм (Гуйшань) в Ханьяне с телебашней

Территория метрополии состоит из трёх исторических частей: восточной — Учан (武昌), северной — Ханько́у (汉口) и юго-западной — Ханьян (汉阳), которые вместе именуются «трёхградье Ухань». Эти три части стоят напротив друг друга по разным берегам рек, они связаны мостами, один из которых считается первым мостом современного типа в Китае и называется просто «Первый мост». Центр города находится на равнине, в то время как его южная часть холмиста.
Город окружён озёрами и болотами, образованными частично из остатков старого русла реки Янцзы, выезд через зону озёр осуществляется по дамбам. Снаружи за озёрной зоной город окружён автомобильным кольцом.

### Климат
Ухань расположен в подверженном муссонам субтропическом климате, для которого характерны четыре четко выраженных сезона, теплые лето и зима. Средняя температура января 4,0 °C, июля 29,1 °C. На лето приходится до 135 дней, примерно около 60 дней длятся весна и осень. За летний сезон количество дождевых осадков доходит до уровня 1205 мм. Безморозный период составляет 240 дней.
| Показатель                                       | Янв.  | Фев.  | Март | Апр.  | Май   | Июнь  | Июль  | Авг.  | Сен. | Окт. | Нояб. | Дек.  | Год    |
| ------------------------------------------------ | ----- | ----- | ---- | ----- | ----- | ----- | ----- | ----- | ---- | ---- | ----- | ----- | ------ |
| Абсолютный максимум, °C                          | 25,4  | 29,1  | 32,4 | 35,1  | 36,1  | 37,8  | 39,3  | 39,6  | 37,6 | 34,4 | 30,4  | 23,3  | 39,6   |
| Средний суточный максимум, °C                    | 8,1   | 10,7  | 15,2 | 22,1  | 27,1  | 30,2  | 32,9  | 32,5  | 28,5 | 23,0 | 16,8  | 10,8  | 21,5   |
| Средняя температура, °C                          | 4,0   | 6,6   | 10,9 | 17,4  | 22,6  | 26,2  | 29,1  | 28,5  | 24,1 | 18,2 | 11,9  | 6,2   | 17,1   |
| Средний суточный минимум, °C                     | 1,0   | 3,5   | 7,4  | 13,6  | 18,9  | 22,9  | 26,0  | 25,3  | 20,7 | 14,7 | 8,4   | 2,9   | 13,8   |
| Абсолютный минимум, °C                           | −18,1 | −14,8 | −5   | −0,3  | 7,2   | 13,0  | 17,3  | 16,4  | 10,1 | 1,3  | −7,1  | −10,1 | −18,1  |
| Норма осадков, мм                                | 49,0  | 67,6  | 89,5 | 136,4 | 166,9 | 219,9 | 224,7 | 117,4 | 74,3 | 81,3 | 59,1  | 29,7  | 1315,8 |
| Источник: 中国气象局 国家气象信息中心 2014-02-01 |       |       |      |       |       |       |       |       |      |      |       |       |        |

| Солнечное сияние, часов за месяц. | Солнечное сияние, часов за месяц. | Солнечное сияние, часов за месяц. | Солнечное сияние, часов за месяц. | Солнечное сияние, часов за месяц. | Солнечное сияние, часов за месяц. | Солнечное сияние, часов за месяц. | Солнечное сияние, часов за месяц. | Солнечное сияние, часов за месяц. | Солнечное сияние, часов за месяц. | Солнечное сияние, часов за месяц. | Солнечное сияние, часов за месяц. | Солнечное сияние, часов за месяц. | Солнечное сияние, часов за месяц. |
| Месяц                             | Янв                               | Фев                               | Мар                               | Апр                               | Май                               | Июн                               | Июл                               | Авг                               | Сен                               | Окт                               | Ноя                               | Дек                               | Год                               |
| Солнечное сияние, ч               | 101.9                             | 97.0                              | 121.8                             | 152.8                             | 181.0                             | 170.9                             | 220.2                             | 226.4                             | 175.8                             | 151.9                             | 139.3                             | 126.5                             | 1865.5                            |
| --------------------------------- | --------------------------------- | --------------------------------- | --------------------------------- | --------------------------------- | --------------------------------- | --------------------------------- | --------------------------------- | --------------------------------- | --------------------------------- | --------------------------------- | --------------------------------- | --------------------------------- | --------------------------------- |

## История

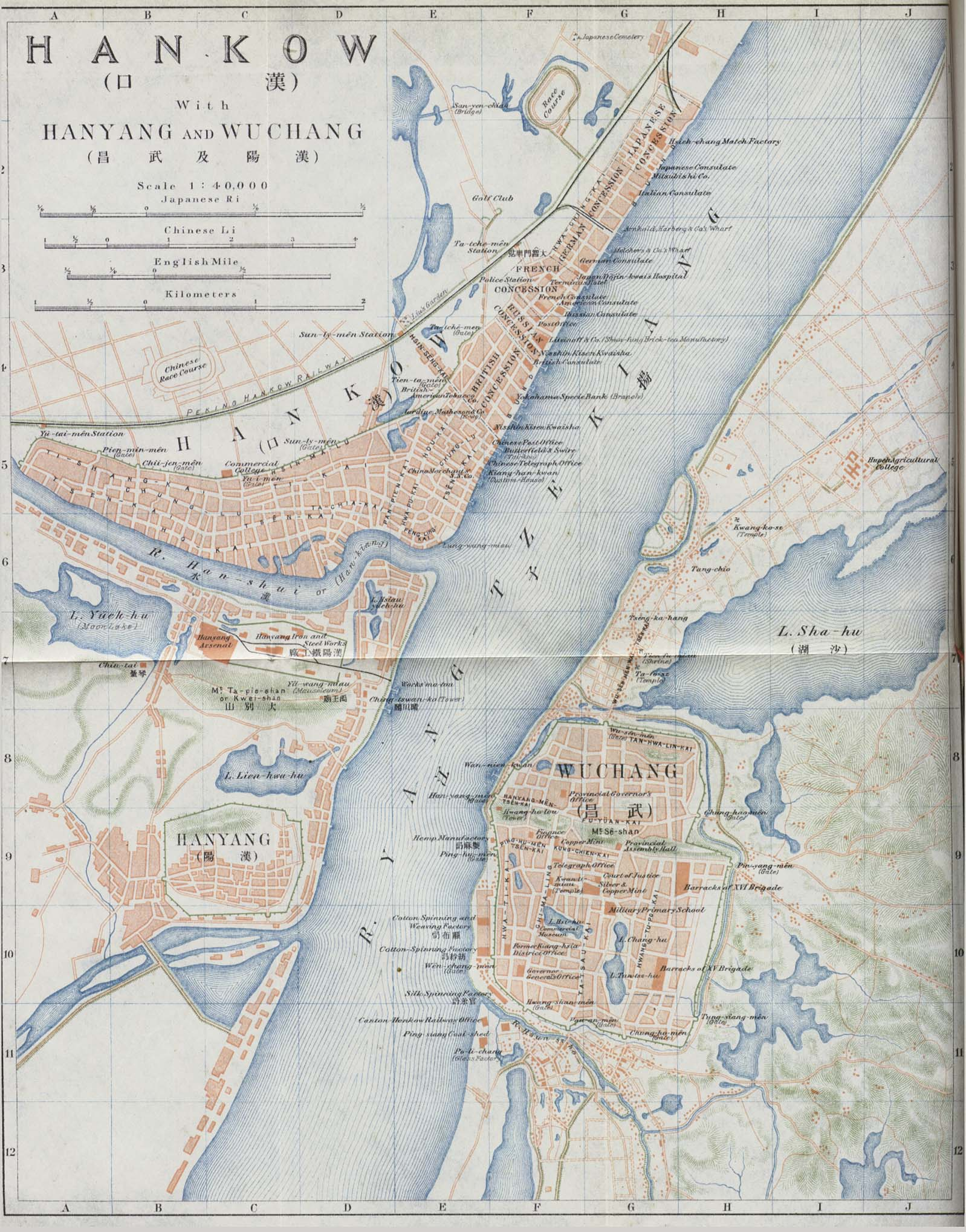
Ханькоу (с британской, российской, французской, германской и японской концессиями), Ханьян, и Учан в 1915 г.

В труднодоступном окружении речных заводей и озёр уезда Хуанпи археологами обнаружен Панлунчэн — один из ключевых памятников (городов) культуры Эрлиган, которую связывают с династией Шан.
В эпоху Западной Чжоу район современного Учана на южном берегу Янцзы входил в состав царства Э (鄂国), чьё название стало основой для местных топонимов. В IX веке до н. э. царство Э было поглощено царством Чу, которое в III веке до н. э. было завоёвано царством Цинь.
Во времена империи Хань Ханьян, расположенный у слиянии рек Хань и Янцзы, стал важным портом. В 223 году на горе Шэшань на территории современного Учана было возведено укрепление Сякоу (夏口城) — это событие и считается основанием Уханя. Тогда же была построена Башня жёлтого журавля (黄鹤楼). Во время распада империи Хань в этих местах состоялся ряд сражений, и по итогам битвы при Чиби регион оказался в руках Сунь Цюаня, провозгласившего себя впоследствии правителем государства У.
В 221 году Сунь Цюань образовал округ Учан (武昌郡), власти которого разместились в уезде Учан (современный Эчжоу). Во времена южной империи Сун округ Учан был включён в состав области Инчжоу (郢州), власти которой разместились в Сякоу. В результате началась постепенная миграция топонима «Учан» на запад: органы власти структур, имевших в названии слово «Учан», обычно размещались уже не в уезде Учан, а в Сякоу.
Во времена империи Суй были образованы уезды Цзянся и Ханьян. Во времена империи Тан они были подняты в статусе, став областями Эчжоу (鄂州) и Мяньчжоу (沔州) соответственно. В 877 году регион был разграблен в ходе восстания, возглавляемого Хуан Чао.
Во времена империи Сун национальный герой Китая Юэ Фэй восемь лет воевал в Эчжоу против войск чжурчжэньской империи Цзинь, за что ему был дан титул «Эского князя» (鄂王).
После монгольского завоевания и основания империи Юань страна была разделена на несколько крупных частей, управляемых син-чжуншушэнами; уезд Цзянся стал местом пребывания Хугуанского син-чжуншушэна; более мелкой административной единицей в этих местах был Учанский регион (武昌路), власти которого также размещались в Цзянся.
В XIV веке Чжу Юаньчжан поднял восстание против монгольского владычества. Когда его войска взяли Цзянся, у него родился шестой сын — Чжу Чжэнь, поэтому после основания империи Мин, когда Чжу Чжэнь вырос — Чжу Юаньчжан дал ему титул «Чуского князя» (楚王), что дало толчок развитию Цзянся, ставшего центром княжеского удела. В империи Мин «регионы» были переименованы в «управы», в результате чего уезд Цзянся стал местом пребывания властей Учанской управы, хотя сам уезд Учан находился ниже по течению Янцзы. Из-за этого дуализма место размещения властей управы стали называть «шан Учан» (上武昌, «верхний Учан»), а уезд Учан — «ся Учан» (下武昌, «нижний Учан»).
Во второй половине XV века река Ханьшуй несколько раз меняла русло и изменила место своего впадения в Янцзы. В результате изменения географии изменились и экономические условия, а на северном берегу реки стал бурно расти посёлок Ханькоу.

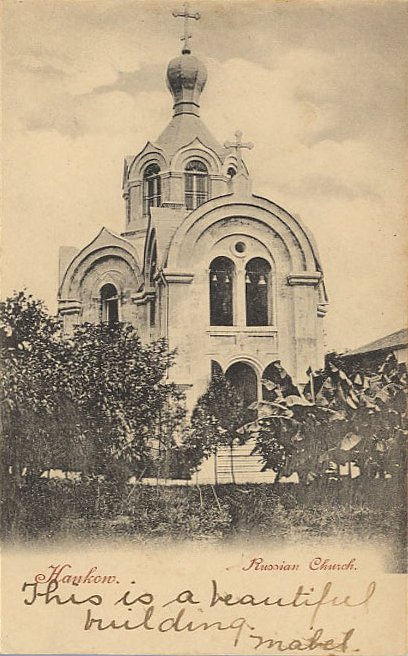
Православная церковь св. Александра Невского в российской концессии, открытая в 1876 году. (Здание храма существует и поныне, но не как действующая церковь)

Важной статьёй торговли в Ханькоу был чай, выращиваемый и обрабатываемый во многих уездах Хугуана, и вывозившийся на север страны, где чай не цветет, и на продажу в Монголию и Россию. Исстари славился чай из-под Янлоудуна — городка в горах на юге современного Хубэя (на территории современного городского уезда Чиби).
В результате Второй Опиумной войны Ханькоу был открыт для международной торговли. На ранее пустынной местности были созданы иностранные концессии — британская, французская, германская, японская и российская. Российские предприниматели стали играть большую роль в здешней чайной торговле. С 1860 года в Ханькоу со своей женой проживал казанский купец Николай Иванов, оформивший вскоре должность русского вице-консула. Хотя сперва (1863 год) русские купцы расположили свои чайные фабрики в самом Янлоудуне, уже в 1873 году томский купец 1-й гильдии С. В. Литвинов перевёл свою фабрику кирпичного чая в более удобно расположенный Ханькоу, где она выросла в крупнейшего в мире производителя кирпичного чая. В 1874 году за ним последовали фирма Молчанова и Печатнова, и фирма Токмакова и Молоткова. Чайным делом в Ханькоу занялись и британские предприниматели.
В конце XIX века эти места с севера на юг пересекла железная дорога, и они стали важным пунктом перевалки грузов с железнодорожного на речной транспорт.

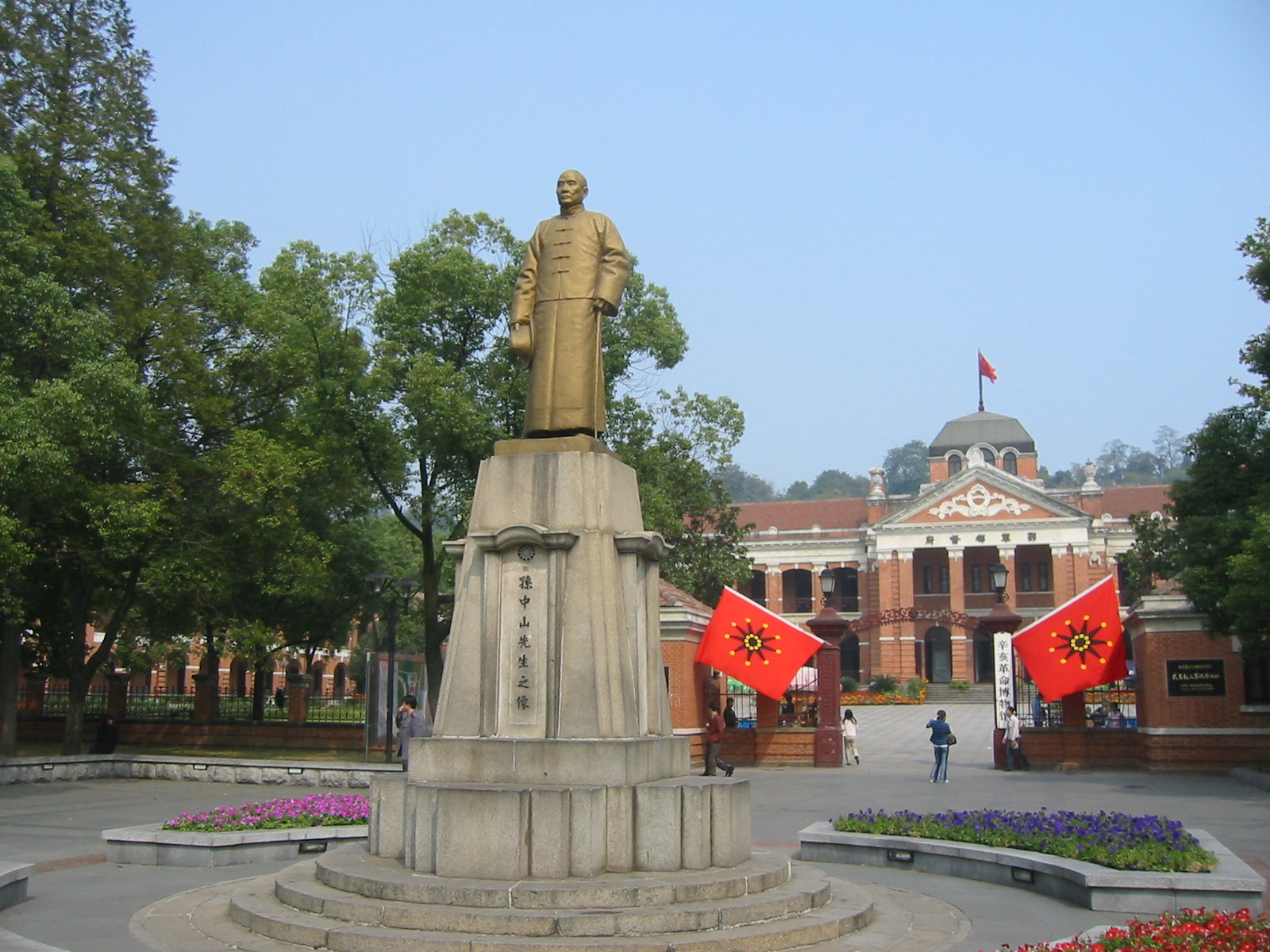
Площадь Восстания в Ухане.
На заднем плане — здание, в котором размещался штаб повстанцев в провинции Хубэй после Учанского восстания. На площади поставлен памятник Сунь Ятсену, который, однако, не принимал участия в восстании

В 1911 году сторонники Сунь Ятсена организовали в уезде Цзянся («верхнем Учане») Учанское восстание, которое привело к падению империи Цин и установлению в Китае республики. После Синьхайской революции была упразднена Учанская управа, а уезд Цзянся переименован в уезд Учан (武昌县), прежний же уезд Учан («нижний Учан», современный Эчжоу) был переименован в Шоучан (寿昌县).
После этого страна распалась на враждующие между собой милитаристские группировки, и в 1926 году из провинции Гуандун начался Северный поход с целью объединения страны под руководством партии Гоминьдан. Осенью гоминьдановскими войсками был взят Учан, и было решено перенести сюда из Гуанчжоу столицу контролируемой гоминьдановцами территории. 21 ноября 1926 года гоминьдановским правительством был издан указ о том, что с 1 января 1927 года Учан, Ханьян и Ханькоу объединяются в единый город под названием «Ухань». В 1929 году, после переноса столицы Китайской Республики в Нанкин, Учан и Ханьян были вновь выделены в отдельные уезды, а Ханькоу остался городом провинциального подчинения. В 1932 году Ханькоу получил статус «особого города». В 1937 году уезды Учан (в котором размещались власти провинции Хубэй) и Ханьян были объединены в город Учан (武昌市).
В 1938 году трёхградье Ухань и его окрестности стали местом Сражения при Ухане во время Второй японо-китайской войны. Над Уханем проходили самые ожесточённые воздушные бои с участием советских лётчиков. Им в городе поставлен памятник с надписью: «Вечная слава советским лётчикам-добровольцам, погибшим в войне китайского народа против японских захватчиков». Надписи сделаны на китайском и русском языках.
После того как в 1938 году трёхградье захватили японцы, Ухань стал для Японии важным транспортным центром для операций в южном Китае. В декабре 1944 года город серьёзно пострадал от американских бомбардировок, которые осуществлялись силами 14-й армии Военно-воздушных сил Армии США.
По окончании Второй мировой войны, когда трёхградье Ухань вновь вернулось под контроль гоминьдановских властей, Учан и Ханьян были объединены в город Учан (武昌市), а Ханькоу остался городом центрального подчинения. В октябре 1946 года произошло новое изменение административной структуры: Учан остался городом, но Ханьян был выделен из него, став уездом Ханьян (汉阳县).
Во время гражданской войны Учан, Ханьян и Ханькоу были заняты коммунистами в мае 1949 года. Новые власти опять объединили эти три региона в единый город Ухань, получивший статус города центрального подчинения. Он сохранял этот статус до 1954 года, когда был переведён в подчинение властям провинции Хубэй.
В городе часто случались опустошительные наводнения. Самое значительное наводнение в современной истории произошло летом 1954 года, когда уровень воды в Ухане поднялся до отметки 27,93 м. В связи с этим событием в 1969 году в Приречном парке в Ханькоу был воздвигнут монумент, на котором высечено обращение Мао Цзэдуна к героическим уханьцам, и его стихотворение «Плавание»

 (1956 г.), в котором Мао уделил внимание строительству плотин выше по течению. В соответствии с предначертаниями Мао, в провинции Хубэй выше по течению Янцзы были в последующие полвека построены гидроэлектростанции Гэчжоуба и Санься.
В 1959 году был расформирован Специальный район Сяогань (孝感专区) и 16 уездов, бывших в его составе, перешли под управление властей Уханя. В 1960 году некоторые уезды были объединены между собой, и их осталось 12. В 1961 году Специальный район Сяогань был воссоздан, и эти 12 уездов вернулись в его состав.
В 1967 году в Ухане во время культурной революции произошли жёсткие столкновения между хунвэйбинами и противостоявшей им группировкой «Миллион героев» — местных жителей, создавших отряды самообороны при поддержке НОАК. Генерал Чэнь Цзайдао ввёл в город войска и разгромил как местные партийные органы, так и организации хунвэйбинов и цзаофаней, поддержав «миллион героев». При этом он проигнорировал прямые приказы из Пекина, взял под арест двух чиновников и не дал Чжоу Эньлаю приземлиться на самолёте в Ухане, угрожая танками. Из Пекина были посланы несколько дивизий, после первой угрозы открыть огонь Чэнь Цзайдао немедленно сдался. Хотя такие самовольные действия (получившие известность как «уханьский инцидент») и были осуждены ЦК КПК, готовность армии противостоять бесчинствам хунвейбинов заставила центр обуздать наиболее радикальных левых в руководстве, а к 1969 году ликвидировать хунвэйбинов как движение.
В 1979 году под управление властей Уханя были переданы уезд Учан (武昌县) из состава округа Сяньнин (咸宁地区), и уезд Ханьян (汉阳县) из состава округа Сяогань (孝感地区). В 1983 году под управление властей Уханя были переданы уезд Хуанпи (黄陂县) из состава округа Сяогань и уезд Синьчжоу (新洲县) из состава округа Хуанган (黄冈地区).
В 1984 году в составе Уханя был образован район Ханьнань. В 1992 году был расформирован уезд Ханьян, а вместо него был образован район Цайдянь. В 1995 году был расформирован уезд Учан, а вместо него был образован район Цзянся. В 1998 году уезды Хуанпи и Синьчжоу также были преобразованы в районы городского подчинения.
В августе 2015 года достигнуто соглашение об учреждении Генерального консульства Российской Федерации в г. Ухань.
В начале 2020 года город стал центром распространения коронавирусной инфекции COVID-19. С 22 января по 8 апреля город был закрыт для выезда: отменены авиарейсы, перестали ходить поезда, перекрыты междугородние автомобильные трассы.

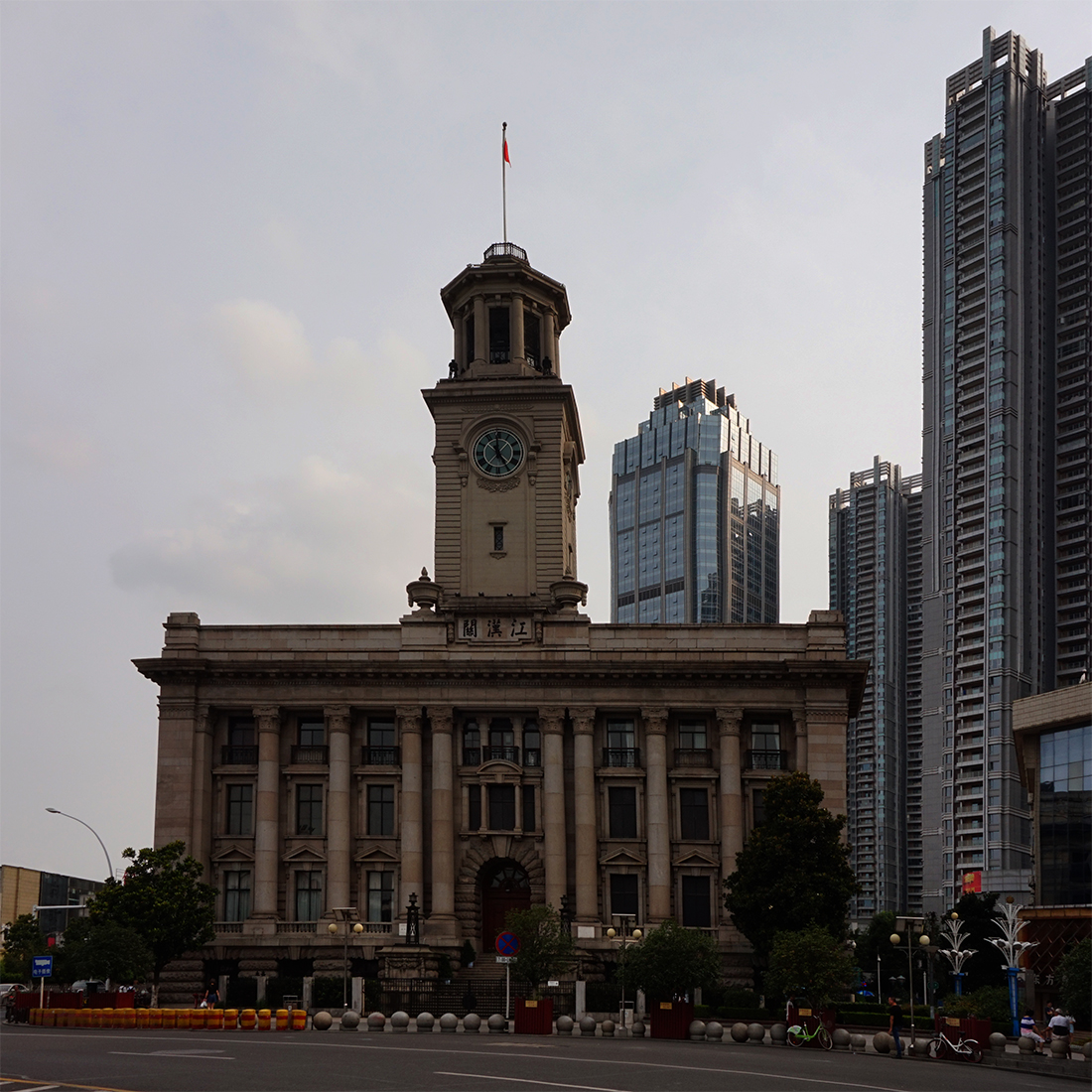
Таможня Уханя, основана в 1862 году
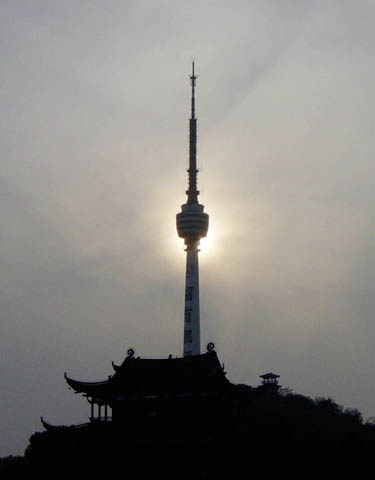
Черепаший холм: Старина и современность
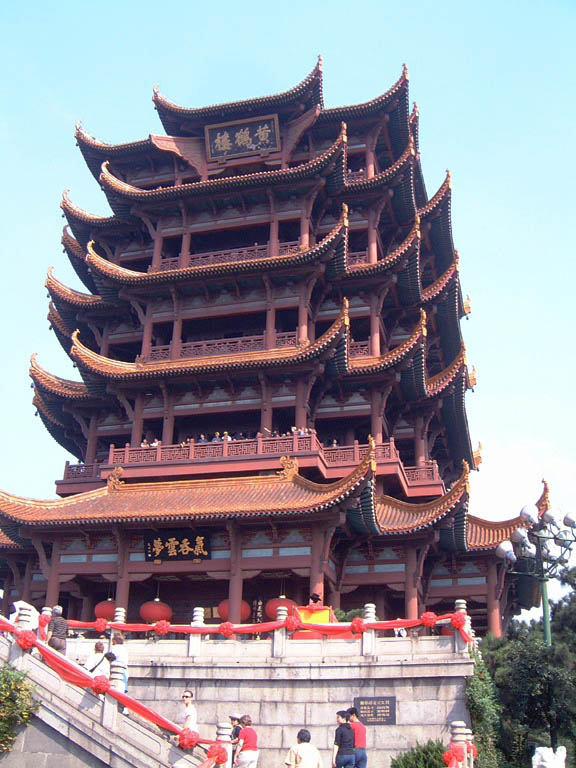
Башня Жёлтого аиста
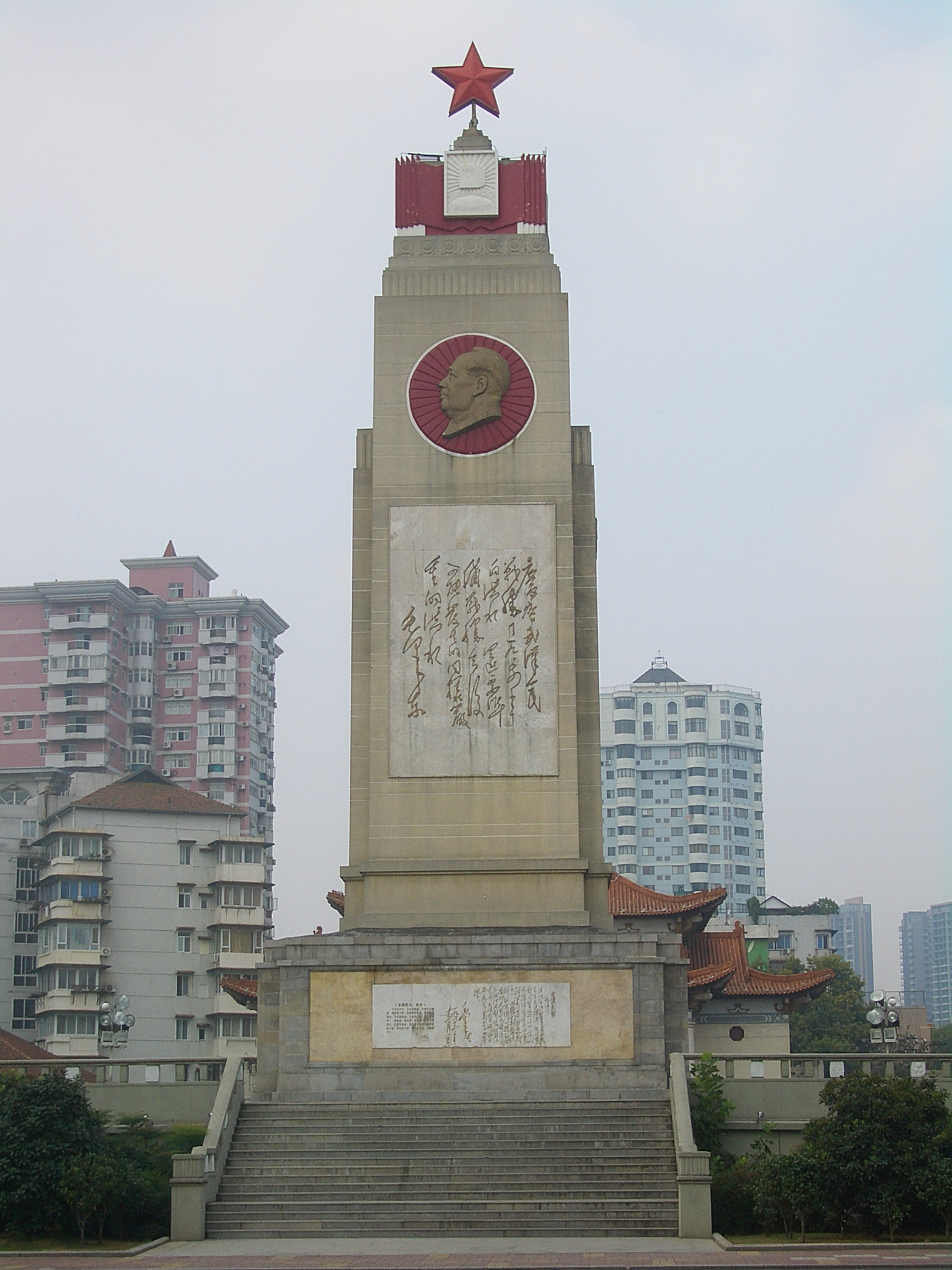
«Плавание» (游泳)
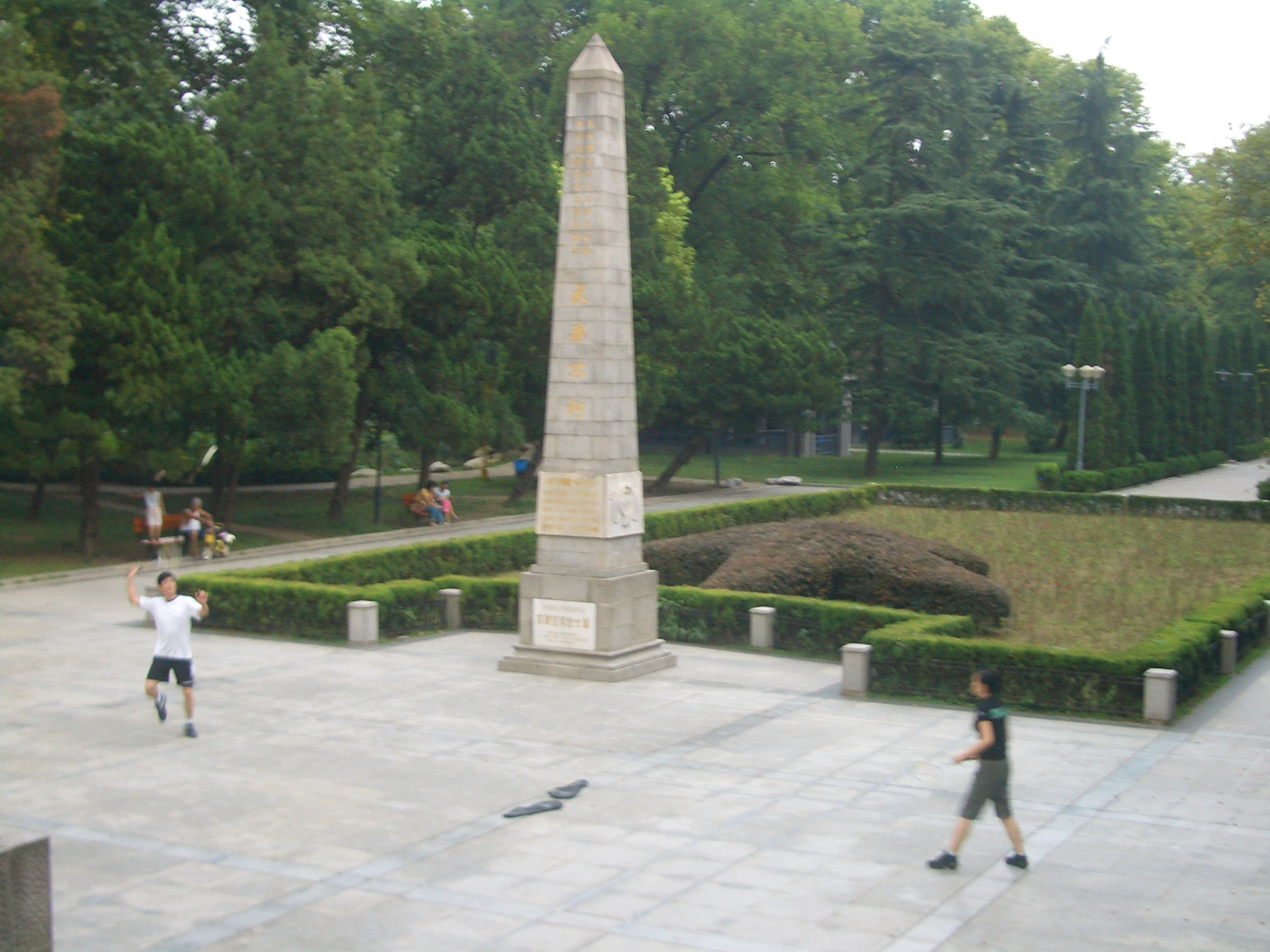
Памятник советским лётчикам
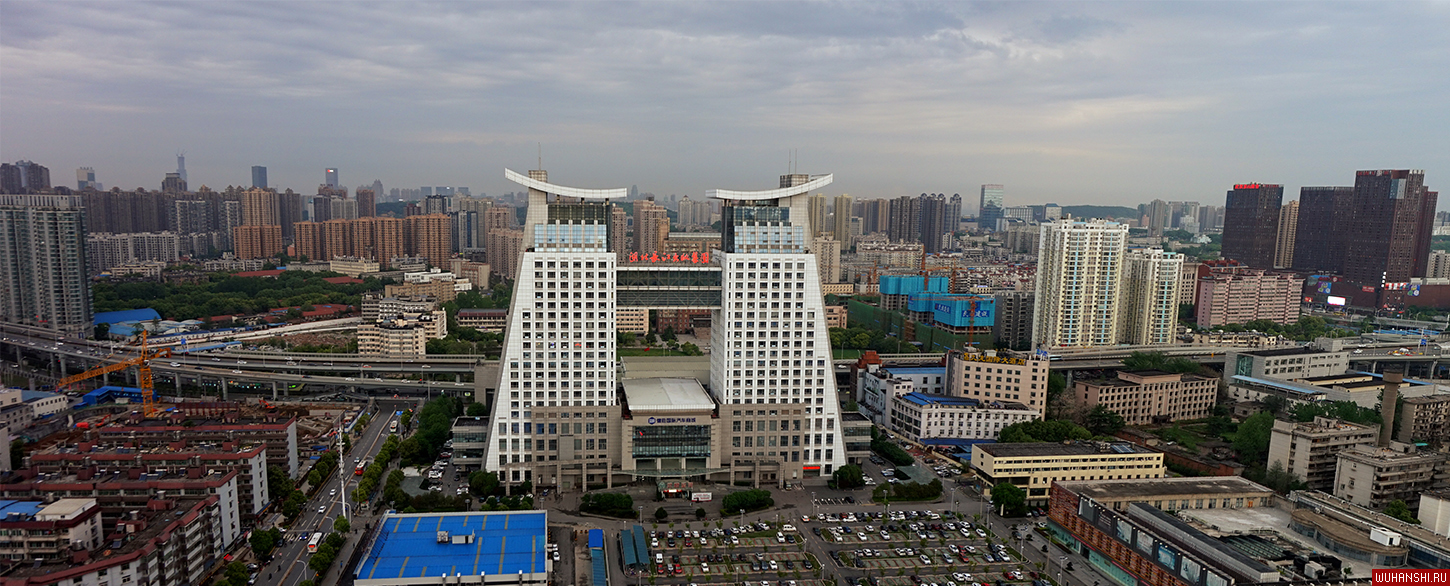
Торгово-офисный центр Чунвэнь («Уважение к культуре»)
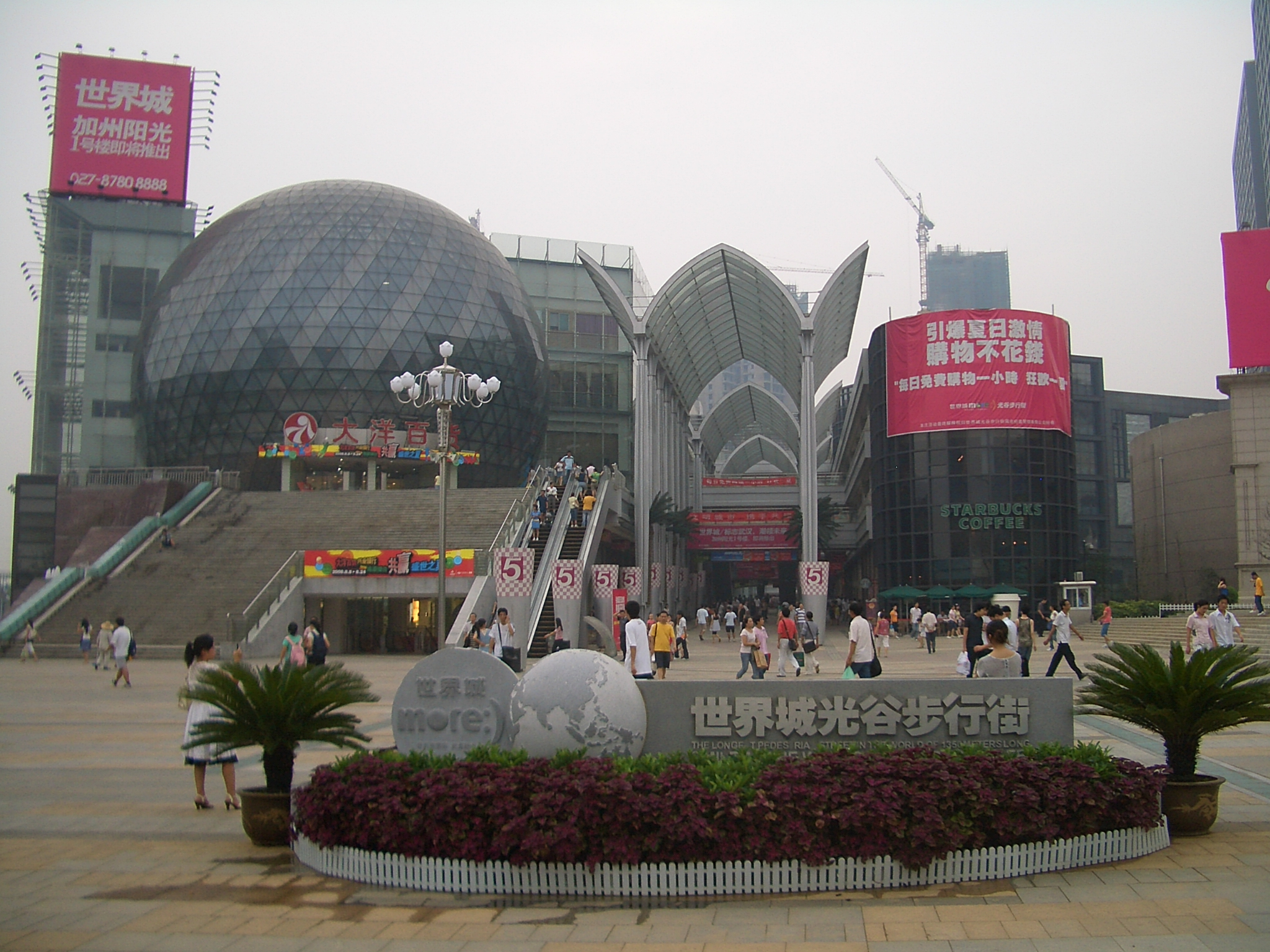
Площадь Гуангу («Долина оптики»)
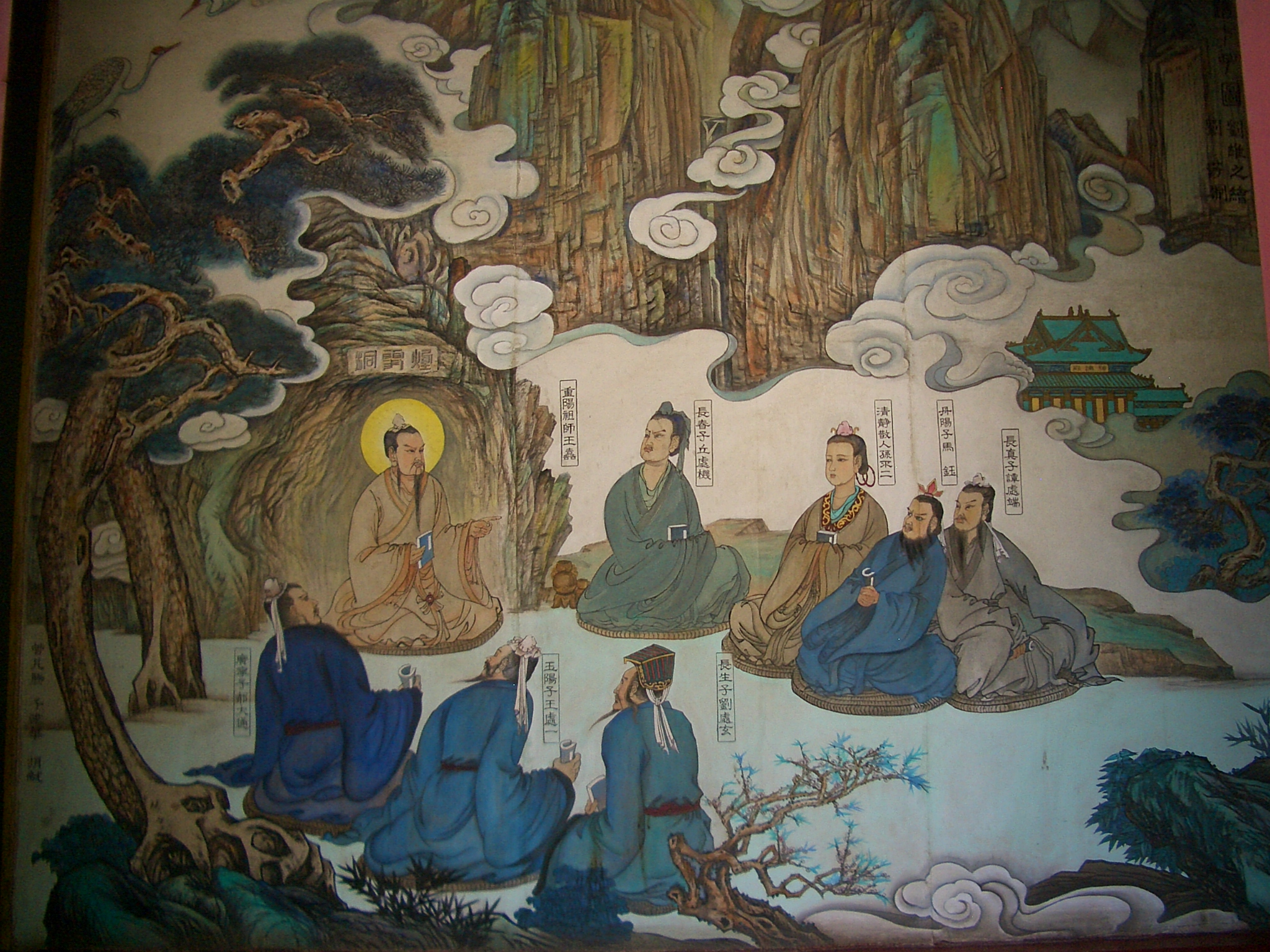
В даосском храме Чанчунь («Вечная весна»)

## Административно-территориальное деление
Город субпровинциального значения Ухань делится на 13 районов:
| Карта | Карта    | Карта     | Карта       | Карта            | Карта         |
| --- | -------- | --------- | ----------- | ---------------- | ------------- |
| ① ② ③ ④ ⑤ ⑥ Хуншань Дунсиху Ханьнань Цайдянь Цзянся Хуанпи Синьчжоу ① Цзянъань ② Цзянхань ③ Цяокоу ④ Ханьян ⑤ Учан ⑥ Циншань |          |           |             |                  |               |
| Статус | Название | Иероглифы | Пиньинь     | Население (2010) | Площадь (км²) |
| Район | Цзянхань | 江汉区    | Jiānghàn qū |                  |               |
| Район | Цзянъань | 江岸区    | Jiāng'àn qū |                  |               |
| Район | Цяокоу   | 硚口区    | Qiáokǒu qū  |                  |               |
| Район | Ханьян   | 汉阳区    | Hànyáng qū  |                  |               |
| Район | Учан     | 武昌区    | Wǔchāng qū  |                  |               |
| Район | Циншань  | 青山区    | Qīngshān qū |                  |               |
| Район | Хуншань  | 洪山区    | Hóngshān qū |                  |               |
| Район | Дунсиху  | 东西湖区  | Dōngxīhú qū |                  |               |
| Район | Ханьнань | 汉南区    | Hànnán qū   |                  |               |
| Район | Цайдянь  | 蔡甸区    | Càidiàn qū  |                  |               |
| Район | Цзянся   | 江夏区    | Jiāngxià qū |                  |               |
| Район | Хуанпи   | 黄陂区    | Huángpí qū  |                  |               |
| Район | Синьчжоу | 新洲区    | Xīnzhōu qū  |                  |               |

## Население
Коренные жители Уханя говорят на юго-западном диалекте севернокитайского языка.

## Экономика

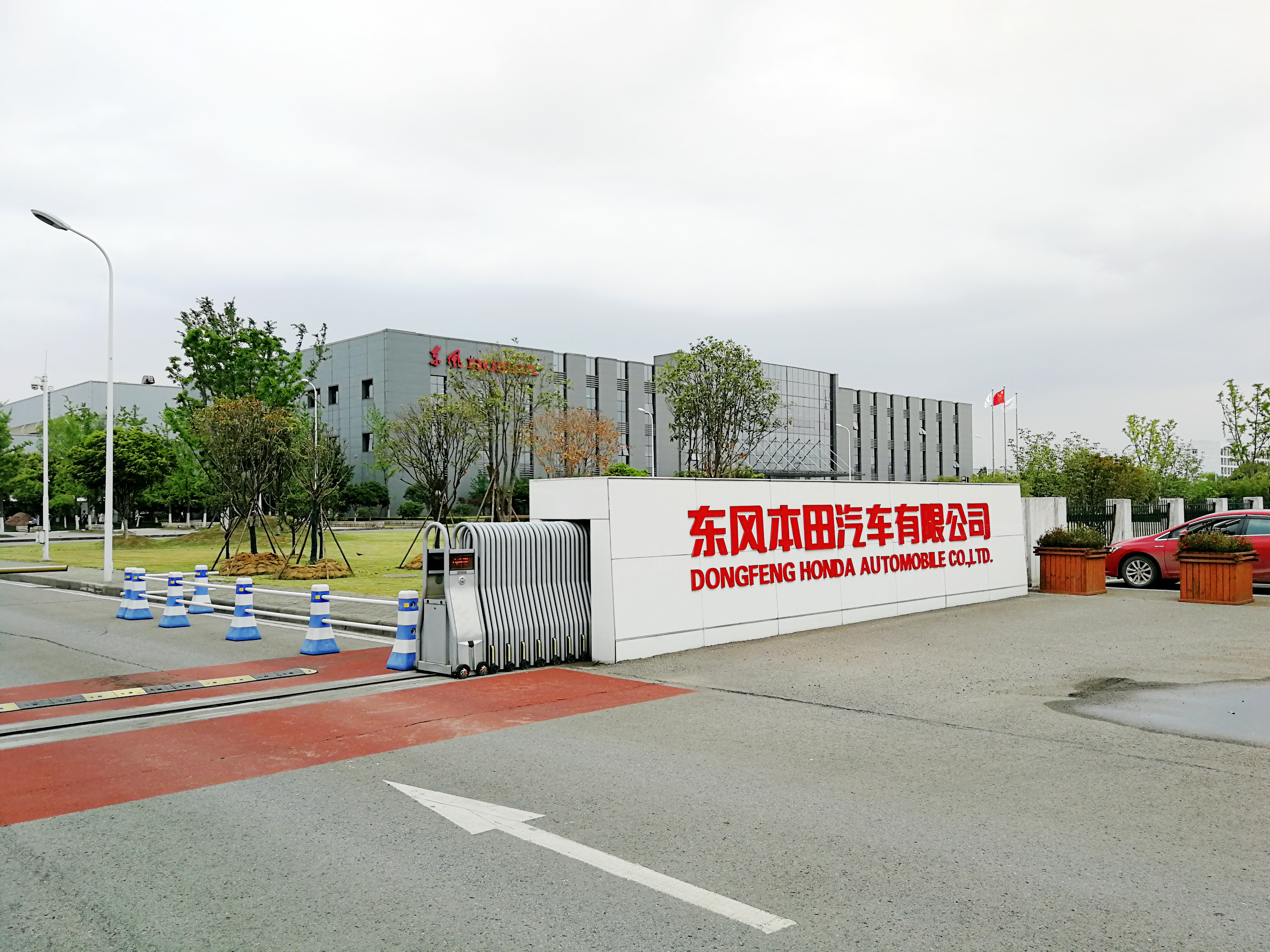
Завод Dongfeng Honda Automobile

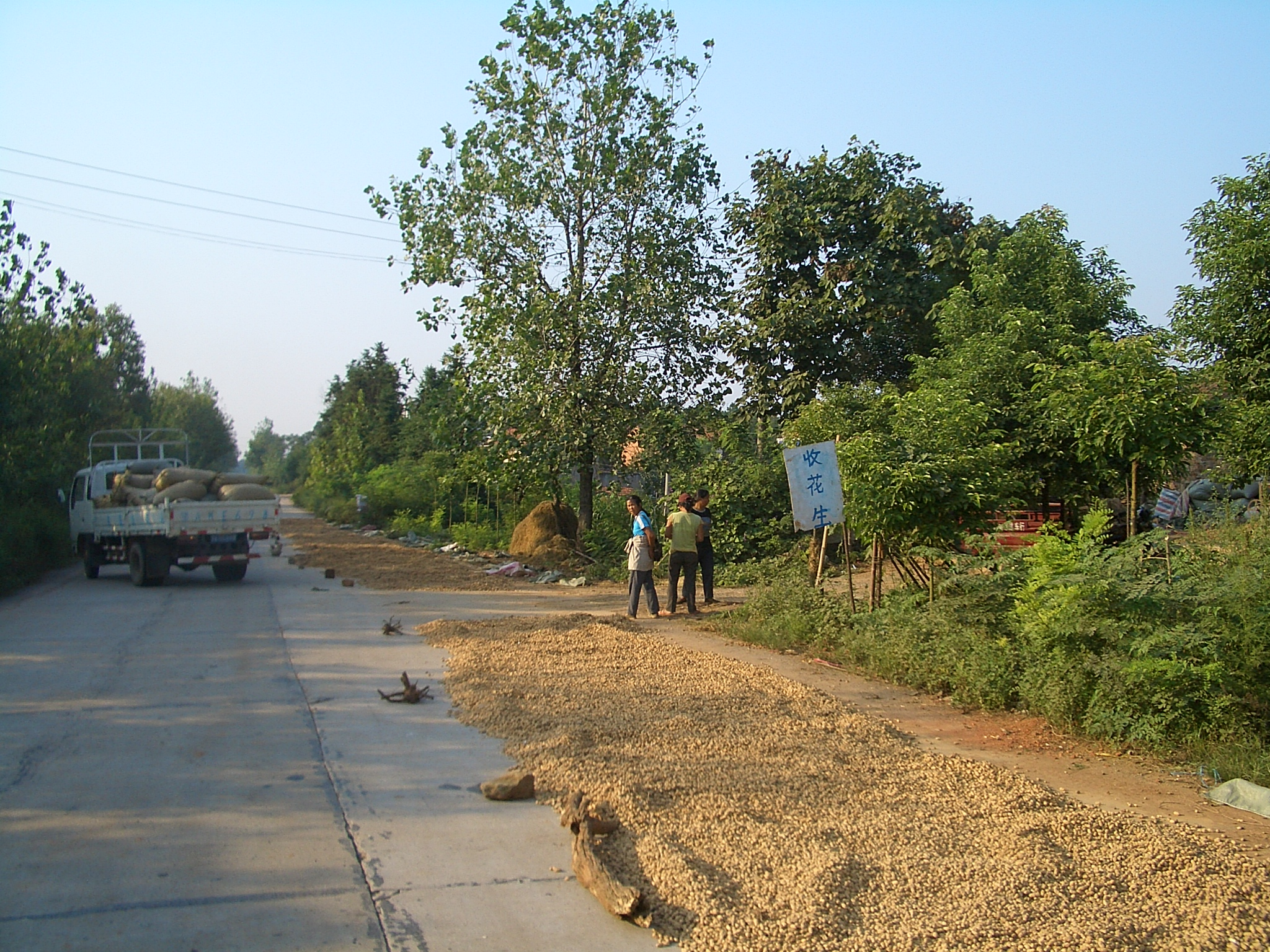
Сушка и скупка арахиса в районе Цзянся

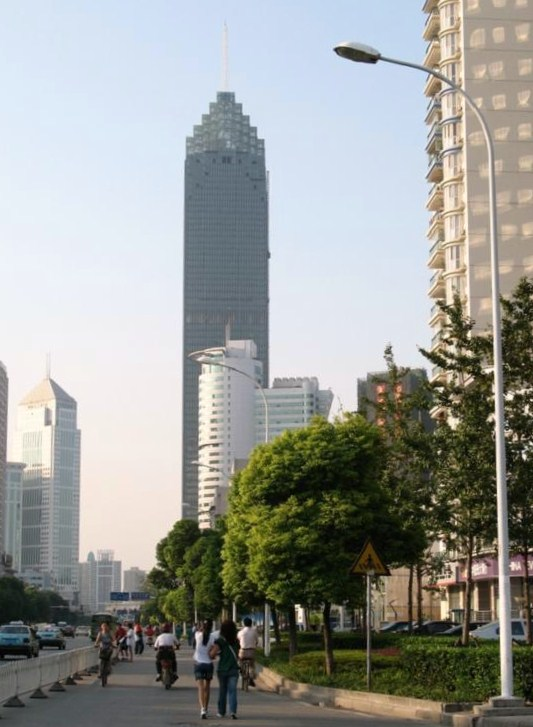
Minsheng Bank Building

ВВП Уханя в 2005 составил 223,8 млрд юаней, а ВВП на душу населения — 26 тыс. юаней (US$ 3245). Ухань привлёк инвестиции десятков компаний из Франции, которые вложили в экономику города более трети всех французских инвестиций в Китай.
Ухань сильно пострадал от эпидемии COVID-19 в начале 2020 года. В первом квартале 2020 года его ВВП сократился на 40,5 % в годовом исчислении из-за длительного режима изоляции. По итогам 2020 года ВВП города снизился на 4,7 % до 1,56 трлн юаней (около 242 млрд долларов США).
По итогам 2021 года валовой региональный продукт Уханя вырос на 12,2 % и составил 1,77 трлн юаней (280 млрд долл. США). Добавленная стоимость первичного сектора составила 44,4 млрд юаней (+ 8,7 %), вторичного — 620,8 млрд юаней (+ 12,1 %) и третичного — 1,1 трлн юаней (+ 12,3 %). Объём внешней торговли Уханя вырос на 24 % в годовом исчислении и составил 335,94 млрд юаней.   

### Промышленность
Ухань является крупным центром автомобильной промышленности Китая: в городе производят около 10 % всех китайских автомобилей, а также значительный объём комплектующих и деталей. Крупнейшим автомобильным производителем города является компания Dongfeng Motor Corporation (включая премиальное подразделение электромобилей Voyah и совместные предприятия Dongfeng с Nissan, Honda, Stellantis и Renault). Также Dongfeng Motor производит автомобильные двигатели и микрочипы. 
Также в Ухане базируются завод ракетных тягачей и пассажирских автобусов Wanshan Special Vehicle, автобусные заводы Dongfeng Yangtse Bus и Golden Dragon Bus, 4-е НПО (Академия технологий ракетных двигателей) компании China Aerospace Science and Industry Corporation, компания ExPace Technology Corporation (ракетно-космическая техника), 712-й научно-исследовательский институт (оборудование для военных кораблей), заводы полупроводников Tsinghua Unigroup, Yangtze Memory Technologies, Xinxin Semiconductor, SMIC и Aqualite, нефтехимический завод Sinopec Group, химический комбинат Jianghan Salt & Chemical, завод железнодорожной техники China Railway Science & Industry Group, мясокомбинат COFCO Wuhan Meat Product, завод бытовой техники Xiaomi.
Кроме того, в Ухане расположена компания Huazhong Numerical Control (станки с ЧПУ, сервоприводы, моторы, инфракрасные приборы).
Уханьская национальная база аэрокосмической промышленности способствует развитию ракетостроения, производства спутников и наземного оборудования, отраслей спутниковых данных, спутникового интернета и навигационных систем, а также коммерческой космонавтики.

### Строительство и недвижимость
В городе строится большой объём коммерческой и жилой недвижимости. Самыми высокими зданиями Уханя являются Wuhan Greenland Center (476 м), Wuhan Center (438 м), Heartland 66 (339 м), Minsheng Bank Building (331 м) и Yuexiu Fortune Center (330 м).

## Транспорт

### Автомобильный
В январе 2022 года в зоне экономического развития города Ухань началась эксплуатация беспилотного автобуса, который стал первым в Китае автобусом, осуществляющим круглосуточный маршрут без водителя.

### Мосты
Первый мост
Первый мост через реку Янцзы был построен в Ухане в 1957 году, он соединил Змеиный холм (в Учане) и Черепаший холм (в Ханьяне). Полная длина моста 1680 м. По мосту прошла четырёхполосная шоссейная и железная дорога. Имеются и пешеходные тротуары. До строительства моста паромная переправка железнодорожного вагона через реку могла занять целые сутки.
Второй мост
Второй, вантовый мост, построенный из преднапряжённого бетона, имеет центральный пролёт 400 м, его общая длина 4678 м (в том числе 1877 м основного моста), а ширина от 26,5 до 33,5 м. Предмостные столбы, стягивающие 392 металлические ванты, имеют в высоту 90 м. На мосту шесть полос для движения, что обеспечивает пропускную способность в 50 000 автомобилей в сутки.
Третий мост
Строительство третьего моста началось в 1997 году и было завершено в сентябре 2000 года. Он расположен в 8,6 км к юго-западу от Первого моста. Инвестиции составили более 1,4 млрд юаней (около 170 млн долларов США). Общая длина моста 3586 м, ширина 26,5 м. На мосту шесть полос для движения, что обеспечивает пропускную способность в 50 000 автомобилей в сутки.

### Железнодорожный

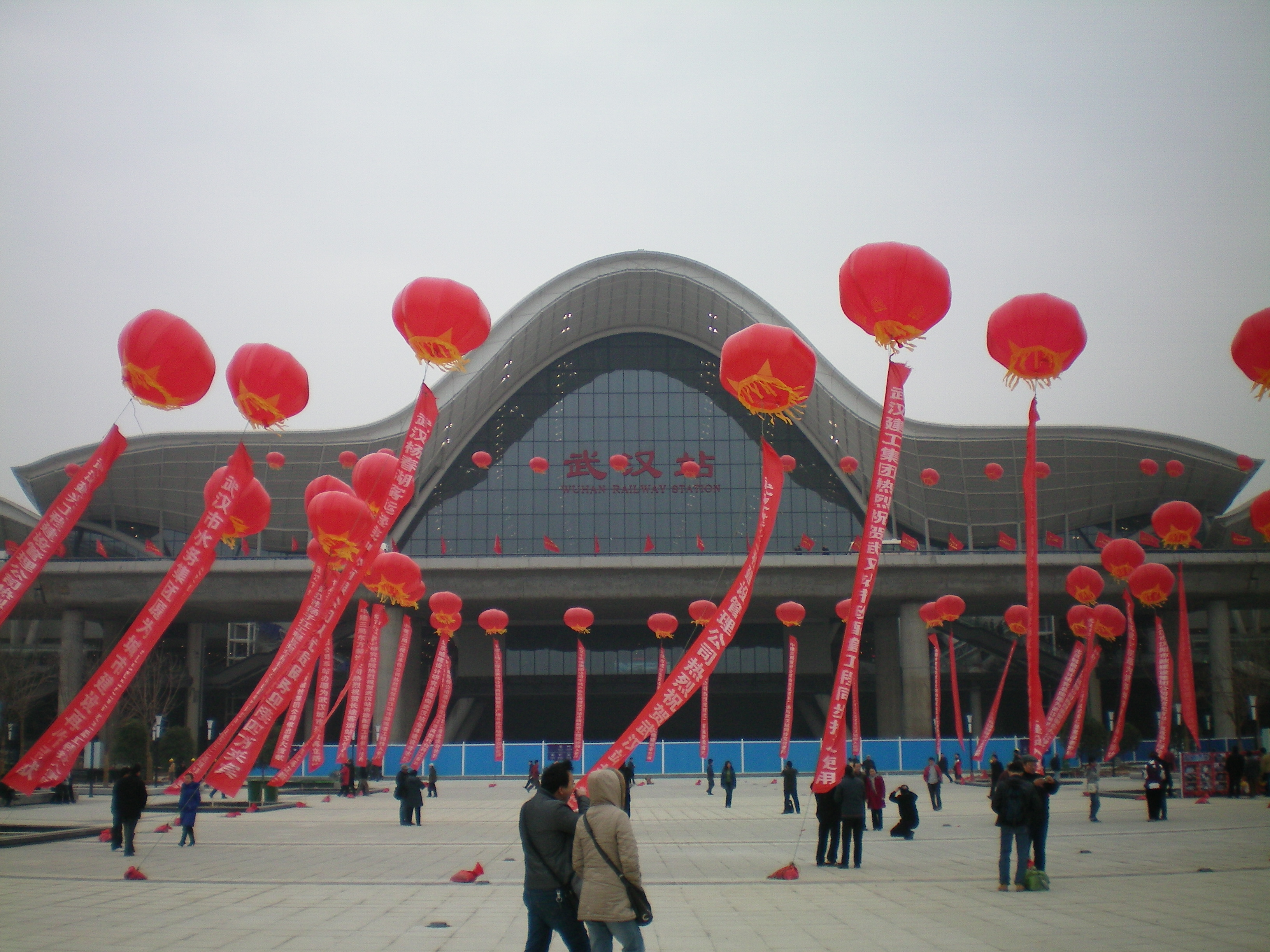
Уханьский вокзал

Ранее Ухань обслуживался двумя большими вокзалами — в Учане и Ханькоу. До постройки Первого моста из Учана уходили поезда на юг, а из Ханькоу на север, но в настоящее время оба вокзала обслуживают все направления. В декабре 2009 года открылся новый Уханьский железнодорожный вокзал с 11 платформами. Он расположен на правой (Учанской) стороне Янцзы, в нескольких километрах на северо-восток от исторического центра города. Вокзал открылся одновременно с пуском скоростной линии Ухань — Гуанчжоу. В 2012 году была открыта скоростная дорога от Уханя до Пекина.
Важное значение имеет грузовое сообщение между Уханем (станция Уцзяшань) и городами Центральной Азии, Восточной и Западной Европы, Юго-Восточной Азии (экспорт электронных компонентов, автозапчастей, электромобилей, солнечных панелей, аккумуляторов, текстиля, одежды, чая и цитрусовых; импорт сухого молока, красного вина, зерна, муки, древесины и мебели).

### Метрополитен
В сентябре 2004 Ухань стал шестым китайским городом, в котором построили метро (после Пекина, Тяньцзиня, Шанхая, Гуанчжоу и Шэньчжэня). Первые 10,2 км линии (10 станций) находятся на поверхности. Минимальный интервал между двумя поездами составляет 90 секунд. В 2010 году первая линия была продлена до 25 станций.
В 2012 году открылась вторая линия с 21 станцией.
Линия 3 открыта 28 декабря 2015 (24 станции на участке в 28 км).
28 декабря 2013 года открыта Линия 4, соединяющая районы Ханьян и Учан (28 станций на участке в 33,2 км).
28 декабря 2016 открылась Линия U6 через туннель под рекой Янцзы соединяет районы Ханькоу и Учан в восточной стороне города (27 станций, длина линии 36,1 км).
Линия 7 была открыта 1 октября 2018 года в Национальный день КНР.
Линия 8 была открыта для пассажиров 26 декабря 2017 года.
Линия 11 была открыта 1 октября 2018 года в День образования КНР.
Линия Янло была открыта 26 декабря 2017 г. Она связывает бульвар Хоуху со станцией Цзиньтай в восточном пригороде.

### Воздушный

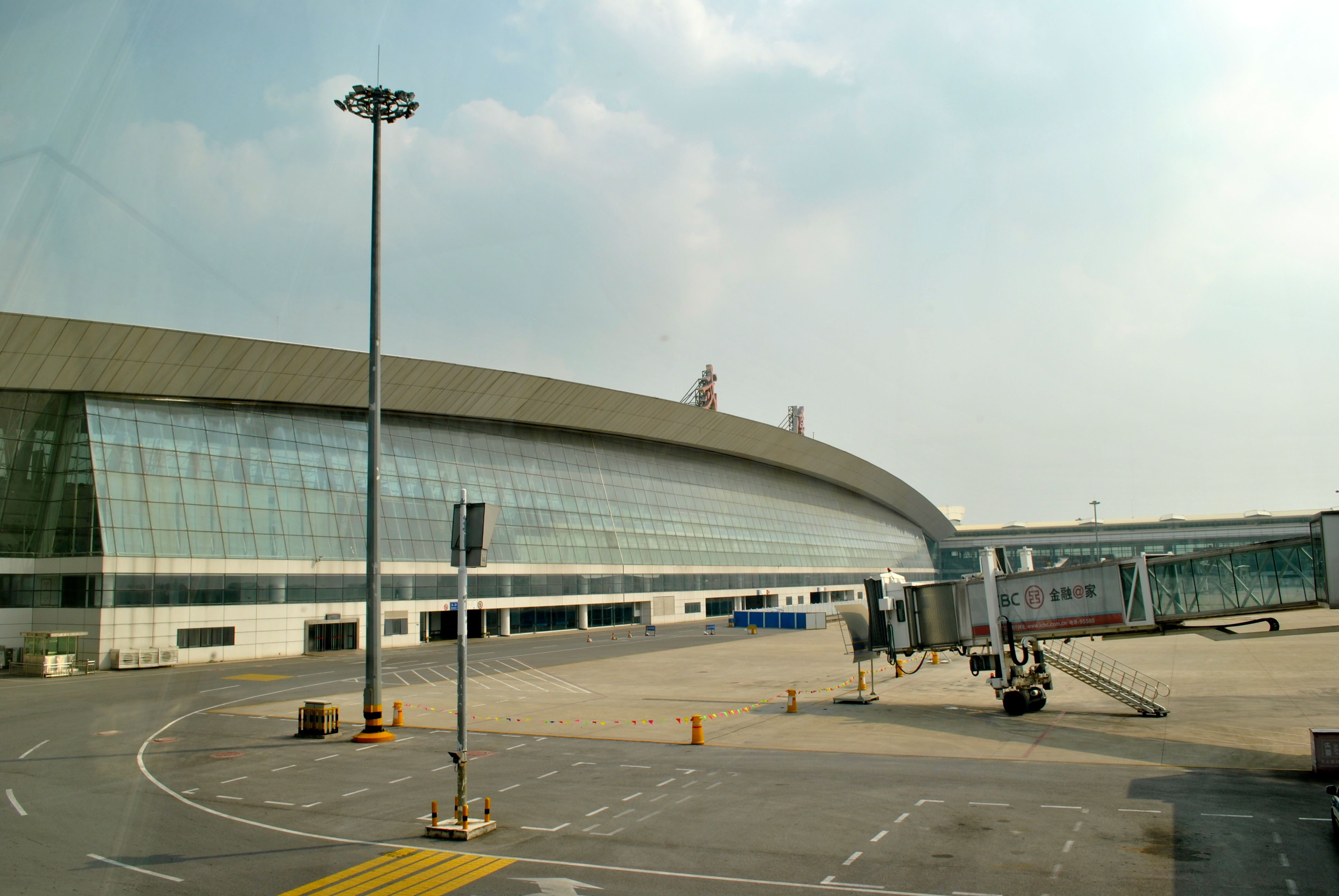
Аэропорт Тяньхэ

Уханьский аэропорт Тяньхэ в 2012 году обслужил 14 млн пассажиров (14-е место среди китайских аэропортов).
С 30 июля 2014 года совершаются регулярные рейсы авиакомпанией China Southern Москва — Ухань — Гуанчжоу (время в пути 8 часов).

### Водный
Из речного порта Янло грузовые и пассажирские суда ходят по Янцзы до Шанхая.

## Наука и образование
Согласно рейтингу британского журнала Nature по состоянию на 2022 год Ухань занимала 11-е место среди научно-исследовательских центров мира.
В Ухане действуют 8 национальных и 14 публичных колледжей и университетов.

## Культура
На озере Дугун регулярно проходят гонки драконьих лодок.

## Города-побратимы
- Оита, Япония, с 7 сентября 1979
- Питсбург, США, с 8 сентября 1982
- Дуйсбург, Германия, с 8 октября 1982
- Манчестер, Великобритания, с 16 сентября 1986
- Галац, Румыния, с 12 августа 1987
- Киев, Украина, с 7 марта 1992
- Хартум, Судан, с 27 сентября 1995
- Дьёр, Венгрия, с 19 октября 1995
- Бордо, Франция, с 18 июня 1998
- Арнем, Нидерланды, с июня 1999
- Чхонджу, Южная Корея, с 29 октября 2000
- Санкт-Пёльтен, Австрия, с 20 декабря 2005
- Крайстчерч, Новая Зеландия, с 4 апреля 2006
- Маркхэм (Онтарио), Канада, с 12 сентября 2006
- Ашдод, Израиль, с 8 ноября 2011
- Саратов, Россия, с 7 августа 2015
- Бишкек, Кыргызстан, с 22 июля 2016
- Ижевск, Россия, с 16 июня 2017[41]